# Кіпуші
Кіпуші — унікальне родовище германію в Демократичній Республіці Конґо. Запаси германію в комплексних мідно-цинкових рудах родовища Кіпуші найбільші у світі.
Руди представлені халькопіритом, сфалеритом, борнітом, халькозином, ковеліном, лінеїтом, каролітом, сферокобальтитом і окисними мінералами міді.